# 莱德 (比利时)
莱德（荷蘭語：Lede，荷蘭語發音：[ˈleːdə] ⓘ）是比利时弗拉芒大區东佛兰德省阿爾斯特區的一个市镇，位于登德尔地区，通行荷蘭語，是弗拉芒社群的一部分，面积29.69平方千米，人口18,628人（2018年1月1日）。